# Park Pobedy (metrostation Moskou)
Het station Park Pobedy (Overwinningspark, Russisch: Парк Победы) is een metrostation in de wijk Doromogilovo in het Westelijke administratieve deel van Moskou. Het ligt 73 meter onder de Koetoezovski-laan aan de Arbatsko-Pokrovskaja-lijn, tussen Slavjanski Boelvar en het station Moskva Kievskaja.

## Geschiedenis
In het ontwikkelingsplan voor de metro uit 1965 was een verlenging van de Arbatsko-Pokrovskaja-lijn naar het zuidwesten opgenomen. Deze voorgestelde Kievskaja-radius liep voornamelijk ten zuiden en ten oosten van de spoorlijn naar Kiev. Na meerdere voorstellen voor het exacte tracé werd in 1985 het concept van het metronet, met lijnen door het centrum, ter discussie gesteld. In 1987 volgde een uitgewerkt plan voor randlijnen die om het centrum heen zouden lopen. In dit plan zouden de noordwest en zuidwest randlijn elkaar kruisen bij de triomfboog op de Koetoezovski-laan en daar moest dus ook een station komen. De westelijke verlenging van de Arbatsko-Pokrovskaja-lijn zou niet meer via de in 1965 geplande route lopen maar vrijwel recht naar het westen naar het eindpunt Park Doebki. Tegen deze achtergrond werd begonnen met de verlenging van de Arbatsko-Pokrovskaja-lijn ten westen van Kievskaja en in 1990 startte ook de bouw van het station Park Pobedy. Volgens de plannen van destijds werd er gewerkt aan een station met overstap op hetzelfde perron tussen de Arbatsko-Pokrovskaja-lijn en de zuidwest randlijn tussen Mitino en Boetovo, aangevuld met perrons voor de noordwest randlijn haaks op de andere perrons. De bouw van het station werd gestaakt als gevolg van de financiële crisis die na het uiteenvallen van de Sovjet Unie, in december 1991, uitbrak.

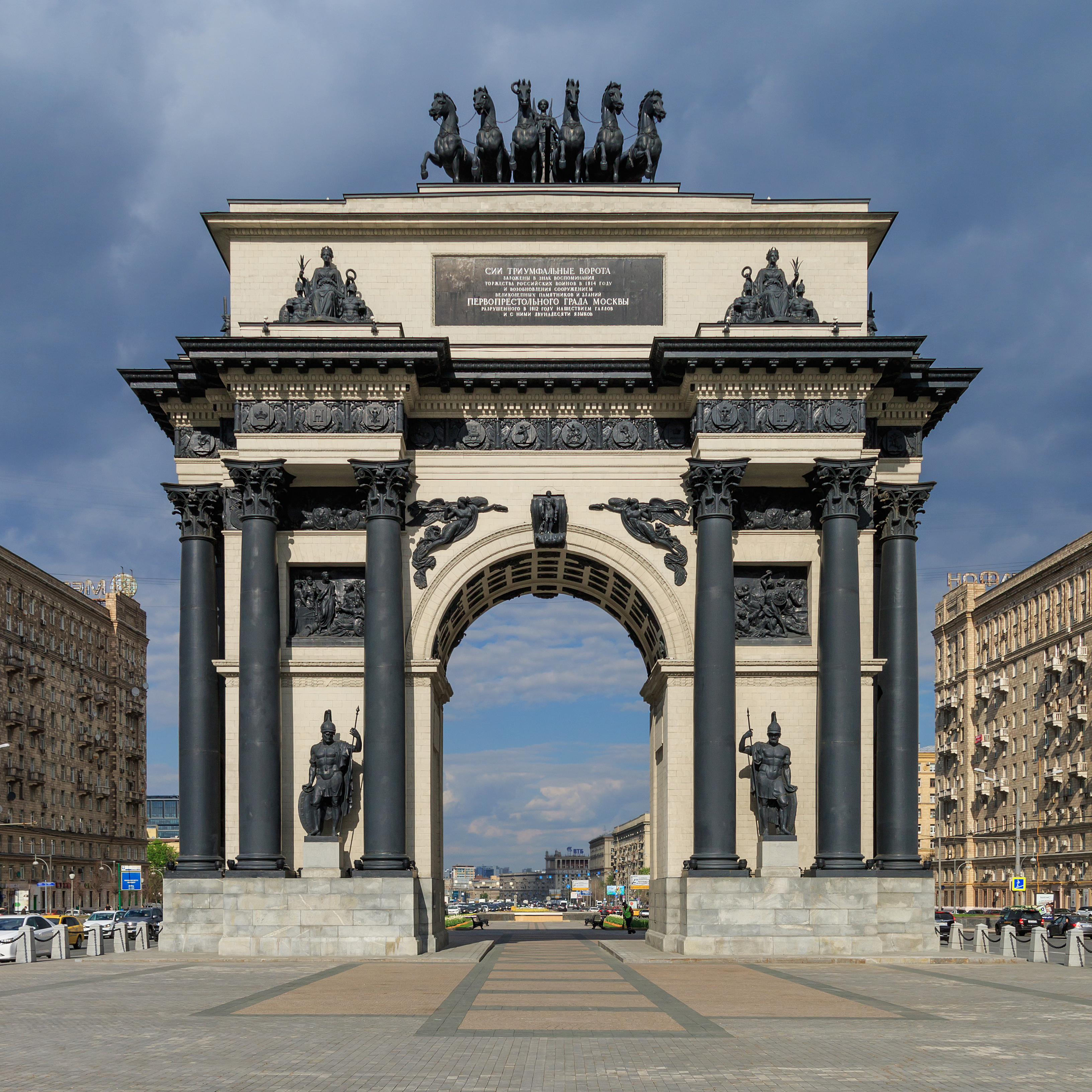
De triomfboog gezien uit het westen
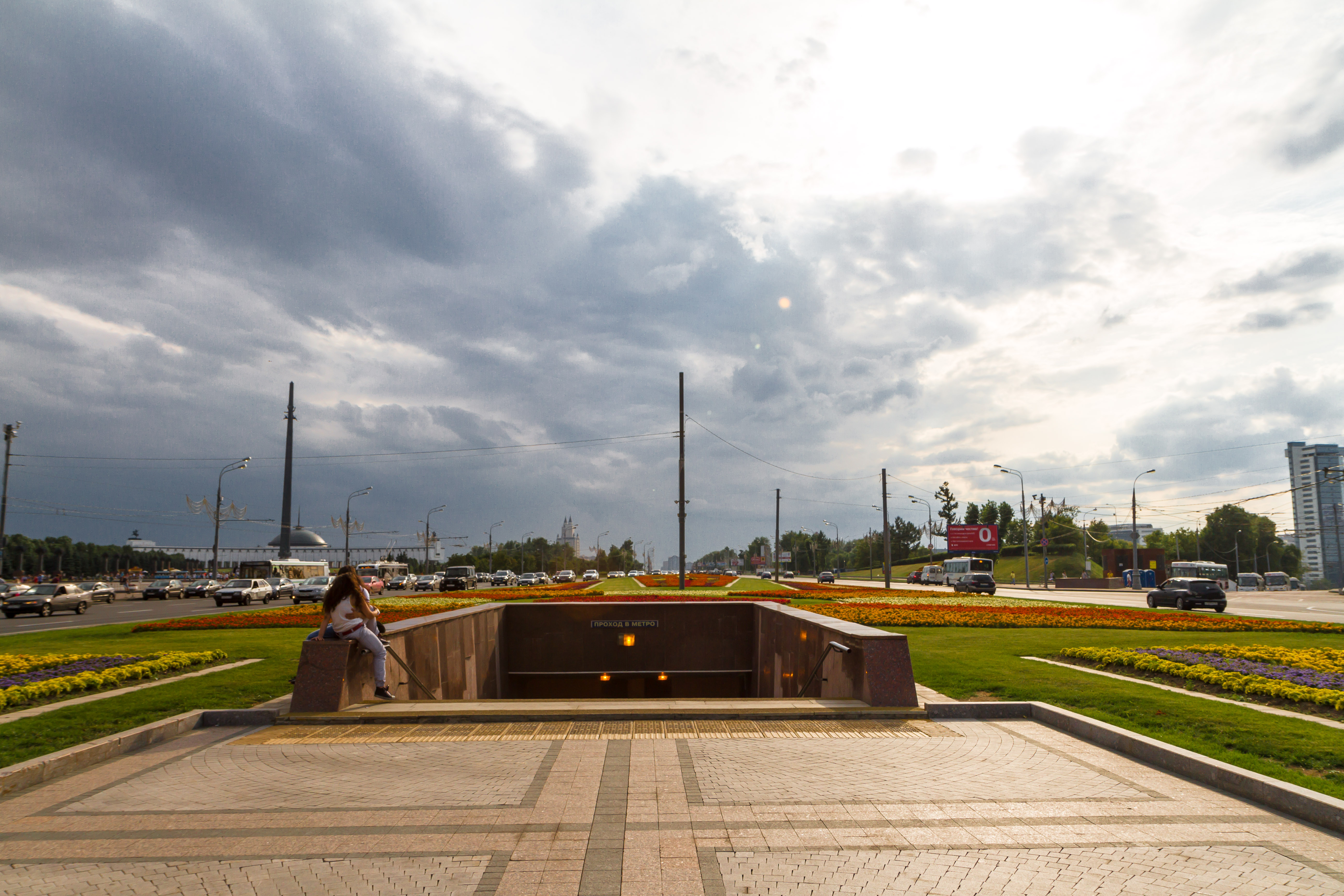
De ingang in de middenberm gezien uit het oosten

### Arbatsko-Pokrovskaja lijn
Deze financiële crisis leidde tot het schrappen van de randlijnen en een herziening van andere plannen, waaronder de route van de Arbatsko-Pokrovskaja-lijn ten westen van Park Pobedy.  De lijn tussen Kievskja en Park Pobedy stond gedurende de jaren 90 als lijn in aanbouw op de kaart, ook toen de bouw stil lag. Het bovengronds gelegen overwinningspark, waar het station zijn naam aan dankt, werd in 1995, 50 jaar na het einde van de Tweede Wereldoorlog, voltooid. Aangezien het pylonenstation op 73 meter onder het maaiveld vrijwel gereed was werd besloten om het af te bouwen, de perrons voor de noordwest randlijn kwam  te vervallen. In 2000 werd de bouw hervat door aannemer Transingstroi en op 6 mei 2003 werden de binnenste sporen als 165e station van de Moskouse metro in gebruik genomen, de buitenste tunnels langs de perrons bleven voor alsnog ongebruikt. Het station was hiermee het nieuwe westelijke eindpunt van de  Arbatsko-Pokrovskaja-lijn en ten westen van de perrons lagen overloopwissels om keren van de treinen mogelijk te maken. 
In 2008 kwam de verdere verlenging van de Arbatsko-Pokrovskaja-lijn gereed zodat het keren overbodig werd. Deze verlenging loopt ten westen van Slavjanski Boelvar niet door naar Park Doebki maar buigt af naar het noorden. Via een voormalig deel van de Filjovskaja-lijn wordt Strogino bereikt, waarna over het ooit geplande noordelijke deel van de zuidwest randlijn naar Mitino en verder wordt gereden.

### Solntsevskaja radius
In 2006 kreeg Metrogiprotrans de opdracht om een verbinding te ontwerpen tussen Park Pobedy en Delovoj Tsentr. In eerste instantie was dit lijntje bedoeld als extra aansluiting van het internationale zakencentrum Moscow-City op de metro. In 2011 begon de aanleg, op 4 mei 2012 besloot het stadsbestuur echter tot de bouw van de Solntsevskaja-radius, een uitwerking van het zuidelijke deel van de noordwest randlijn. Via het lijntje tussen Delovoj Tsentr en Park Pobedy moest de geplande verlenging van de Kalininskaja-lijn onder de binnenstad met de Solntsevskaja-radius verbonden worden. Hierbij werd niet alsnog het extra perron bij Park Pobedy gebouwd maar gebruik gemaakt van de ooit voor de zuidwest randlijn bestemde perrons die al ongebruikt aanwezig waren. Hierdoor is er een overstap op hetzelfde perron tussen beide lijnen, waarbij de Solntsevo-radius aan beide kanten van het station door een bocht moet om op het station aan te sluiten. Op 21 maart 2013 bereikte de tunnelboormachine de tunnel van het zuidelijke perron en begon het leggen van de rails. Op 31 januari 2014 werd het zuidelijkste spoor in gebruik genomen als 191e station van de Moskouse metro. Gedurende twee jaar werd een  pendeldienst onderhouden met Delovoj Tsentr. In februari 2016 volgde de opening van het noordelijkste spoor en werd de pendeldienst daar heen verplaatst. De pendeldienst gebruikte, wegens de geringe aantallen reizigers, drie baks treinstellen hoewel beide stations langere treinen kunnen afhandelen. Op 16 maart 2017 werd het station volledig operationeel toen de lijn tot Ramenki werd verlengd. 

### Ongeval
Op 15 juli 2014 ontspoorde een trein bij een wissel 300 meter ten westen van het station Park Pobedy tijdens de rit naar Slavjanski Boelvar aan de Arbatsko-Pokrovskaja-lijn. Hierbij vonden 22 reizigers meteen de dood en overleden er later nog 2 in het ziekenhuis. De betreffende wissel was een week eerder geplaatst om de nieuwe tunnel van de Solntsevskaja-radius aan te sluiten op het bestaande net. Een  terroristische aanslag werd vrijwel direct uitgesloten en de oorzaak ligt waarschijnlijk in een te hoge snelheid op een traject met werkzaamheden in combinatie met onvoldoende vergrendeling van de wissel.

### Aanpassingen
Begin 2018 werden op 17 stations, waaronder Park Pobedy, de tourniquets vervangen door modernere poortjes waarvan enkele extra breed zijn voor reizigers met veel bagage en rolstoelgebruikers. Op 26 februari 2018 werd het eerste deel van de Grote Ringlijn geopend en rijden de treinen niet meer naar Delovoj Tsentr maar via de verbindingstunnels naar Sjelepicha en verder over de Grote Ringlijn.

## Verdeelhal
Het station kent een verdeelhal boven het westelijke uiteinde van het station. De verdeelhal is met twee kleinere hallen met kaartverkoop en toegangspoortjes verbonden, elk met drie roltrappen en een vaste trap, op 3,6 meter boven de verdeelhal. Aanvankelijk was alleen het zuidelijke deel van de verdeelhal in gebruik en konden reizigers de noordelijke perrons alleen via de zuidelijke perronhal en de verbindingsbruggen tussen de perronhallen bereiken. De roltrappen tussen verdeelhal en de perrons overbruggen in drie minuten een hoogte van 63,4 meter, zijn 126,8 meter lang en hebben 740 treden.  De zuidelijke kleine hal is via een ondergrondse passage verbonden met de voetgangerstunnel onder de Koetoezovskilaan die al enkele jaren voor de opening van het station was geopend. Deze voetgangerstunnel heeft toegangen aan weerszijden van de Koetoezovskilaan, alsmede in de middenberm bij de triomfboog voor de overwinning op Napoleon in 1812. In 2013 begon de bouw van de schacht voor de roltrappen tussen de verdeelhal en de noordelijke perronhal. Sinds 16 maart 2017 zijn ook het noordelijke deel van de verdeelhal en de drie roltrappen naar de noordelijke perronhal in gebruik. De noordelijke kleine hal met een uitgang aan de Oelitsa Barklaja is toen ook geopend als tweede toegang tot het station. Jaarlijks op 9 mei is de zuidelijke kleine hal alleen in gebruik als uitgang. Hoewel de reizigers zich sinds 2017 over de beide toegangen kunnen verdelen is deze toegangsbeperking gehandhaafd tijdens feestelijkheden in het Park Pobedy op de Poklonnajaheuvel.    

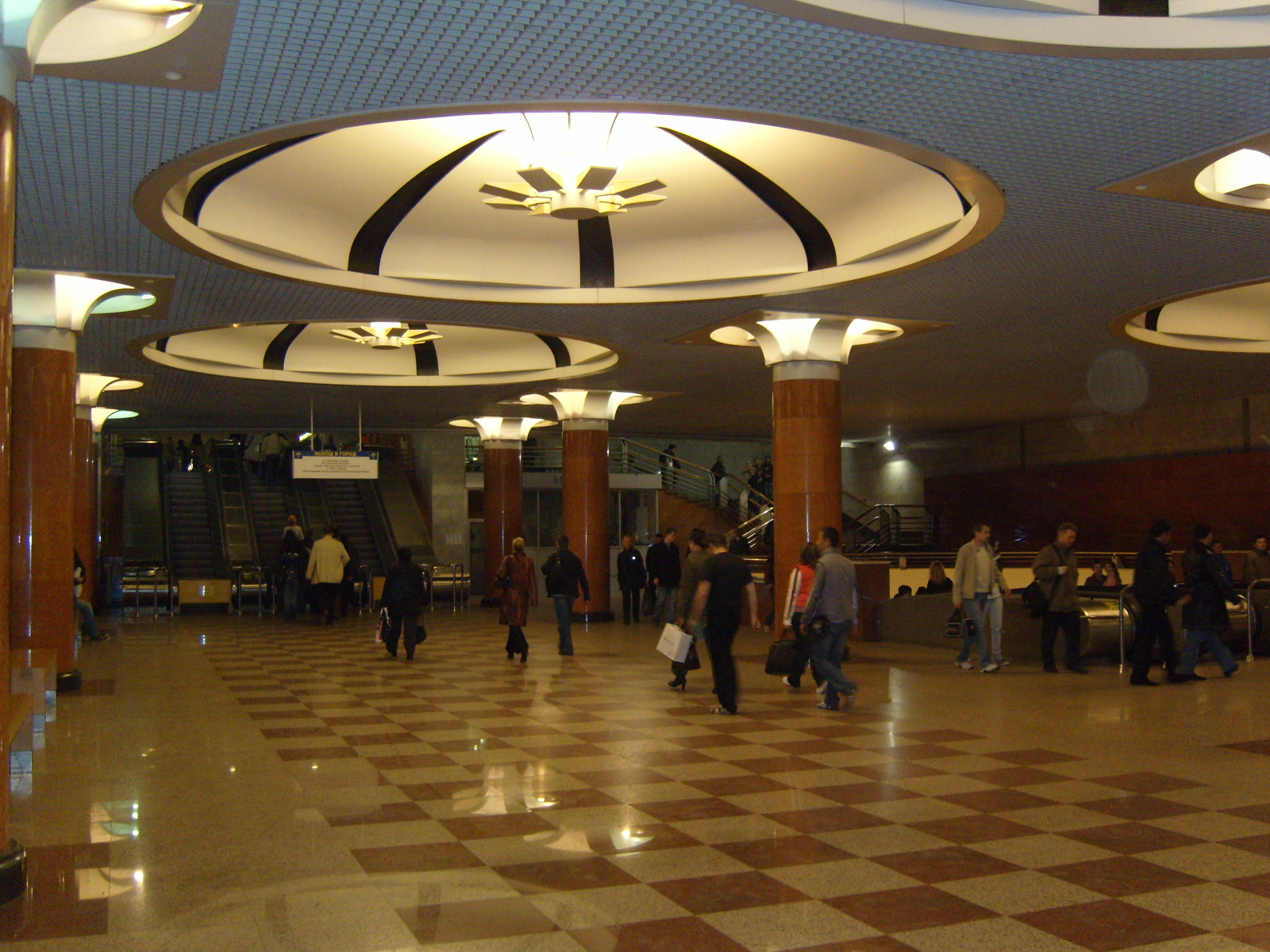
Het zuidelijke deel van de verdeelhal
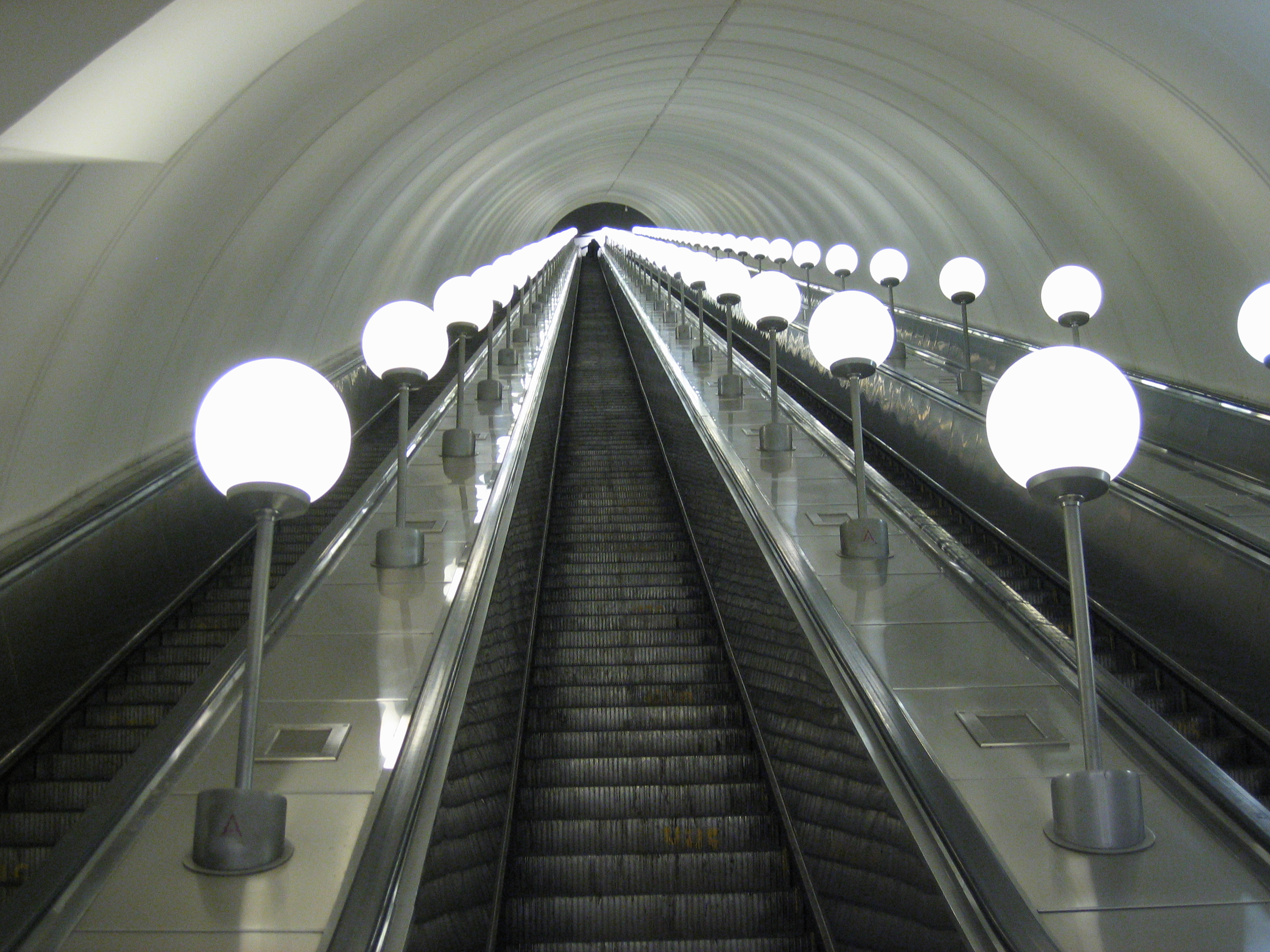
Roltrappen tussen de verdeelhal en het perron
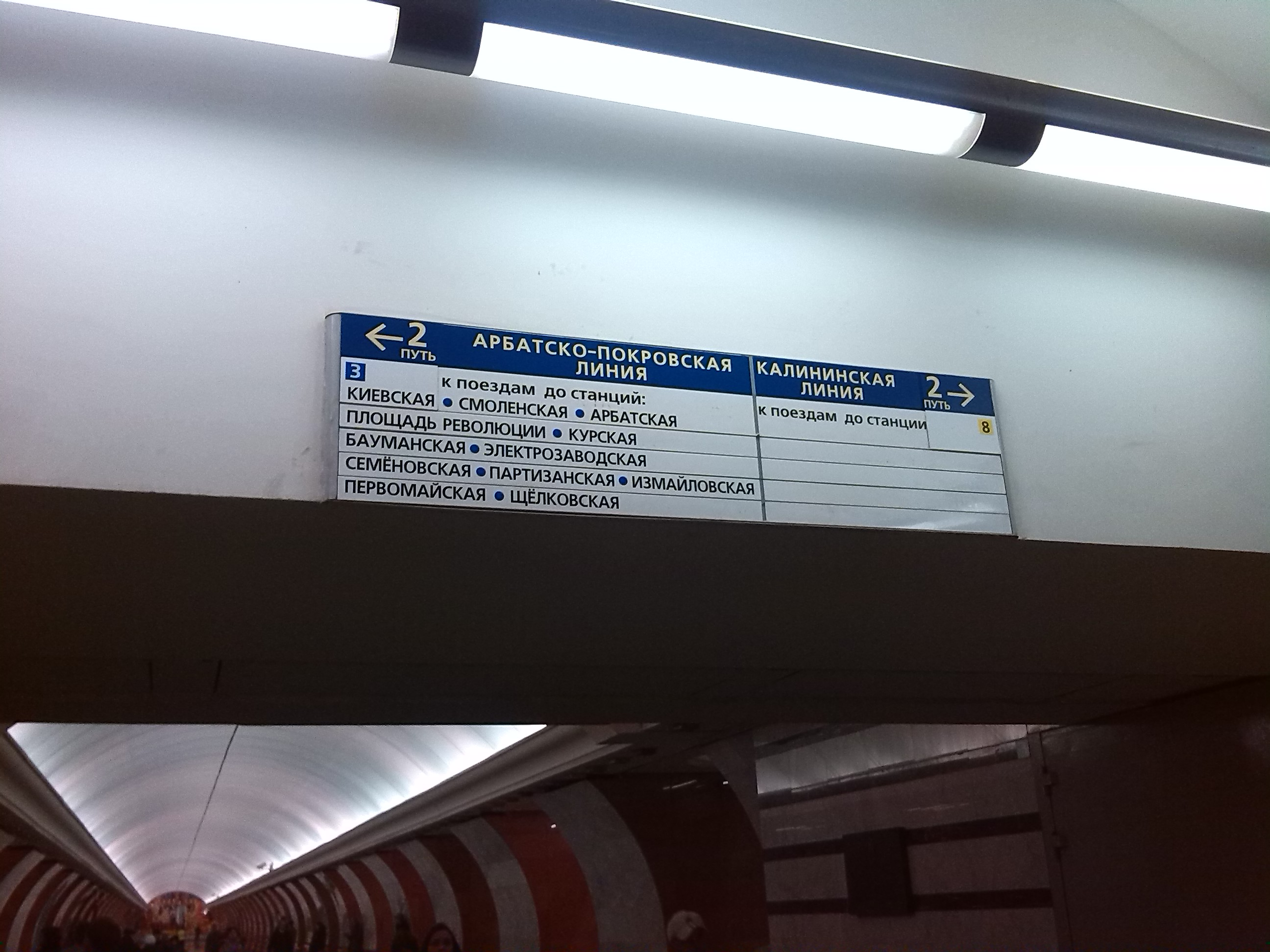
Wegwijzer onderaan de roltrap

## Ontwerp en decoratie
Het station werd gebouwd onder leiding van hoofdingenieur V.A. Sjmerling. Het station werd aanvankelijk ontworpen door M.P. Boebnov terwijl de architecten Nekrasov, Orlov en Sytsjeva tekenden voor de verdeelhal. In de loop van de tijd namen de architecten Natalja Sjoerygina en Nikolaj Sjoemakov van Metrogiprotrans de perronhallen en perrons onder hun hoede. Het station is een variant op het pylonenstation waarbij in dit geval twee parallelle perronhallen zijn gebouwd op een bodemplaat van beton. De twee perronhallen zijn onderling verbonden met twee verbindingstrappen. Vanaf de opening in 2003 tot eind 2013 waren alleen de binnenste sporen in gebruik en lagen langs de buitenste perrons ter decoratie rails die nergens waren aangesloten.  
De kleuren langs de noordelijke sporen zijn gespiegeld ten opzichte van die bij de zuidelijke sporen. Aan de noordzijde zijn de tunnelwanden bruin met een grijze bies, terwijl de wanden van de doorgangen en de naamborden grijs zijn. Aan de zuidzijde zijn de tunnelwanden grijs met een bruine bies, terwijl de wanden van de doorgangen en de naamborden bruin zijn. De vloeren van de perronhallen hebben beide een schaakbord patroon van gepolijst graniet. De vloer van noordzijde bestaat uit rood en grijs graniet, die van de zuidzijde bestaat uit zwart en grijs graniet. De verlichting vindt plaats door lampen op de daklijsten die de witte plafonds aanlichten waardoor een indirecte verlichting ontstaat. Het thema van de noordelijke perronhal was de Tweede Wereldoorlog (Grote Patriottische Oorlog) wat tot uitdrukking kwam met een wandschildering op de westelijke muur. In 2015 werd deze muur, en daarmee de wandschildering, verwijderd in verband met de bouw van de roltrappen naar de verdeelhal. De zuidelijke perronhal is gewijd aan de Patriottische Oorlog van 1812 waarvoor een wandschildering van Z.K. Tserteli op de oostmuur is aangebracht. Experts hebben vragen geplaatst met betrekking tot de juistheid van de afgebeelde kostuums, onderscheidingen en vlaggen. Naast deze wandschilderingen zijn de ondergrondse verbindingstunnels opgesierd met afbeeldingen van versierselen bij diverse onderscheidingen:
- Orde van de Rode Ster
- Orde van de Patriottische Oorlog
- Medaille voor de Overwinning op Duitsland in de Grote Patriottische Oorlog van 1941-1945
- Medaille voor de Overwinning op Japan
- Medaille voor de verdediging van Moskou
- Medaille voor de verdediging van Leningrad
- Gouden Ster
- Medaille voor moed
- Medaille voor militaire verdienste

In juli 2018 werd Park Pobedy door buitenlandse bezoekers van het WK voetbal gekozen als mooiste station van de Arbatsko-Pokrovskaja-lijn.

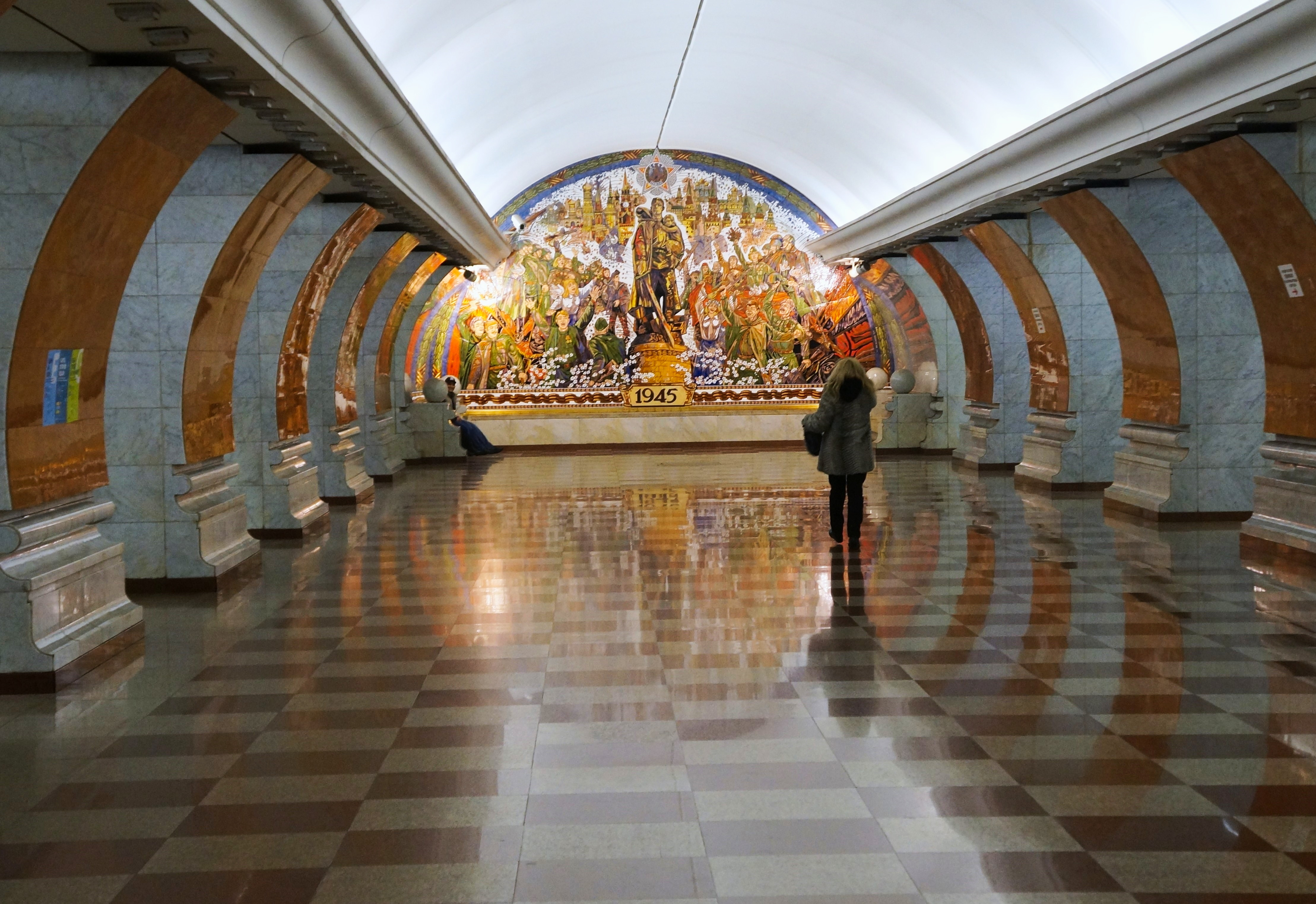
De noordelijke perronhal met de inmiddels verwijderde wandschildering
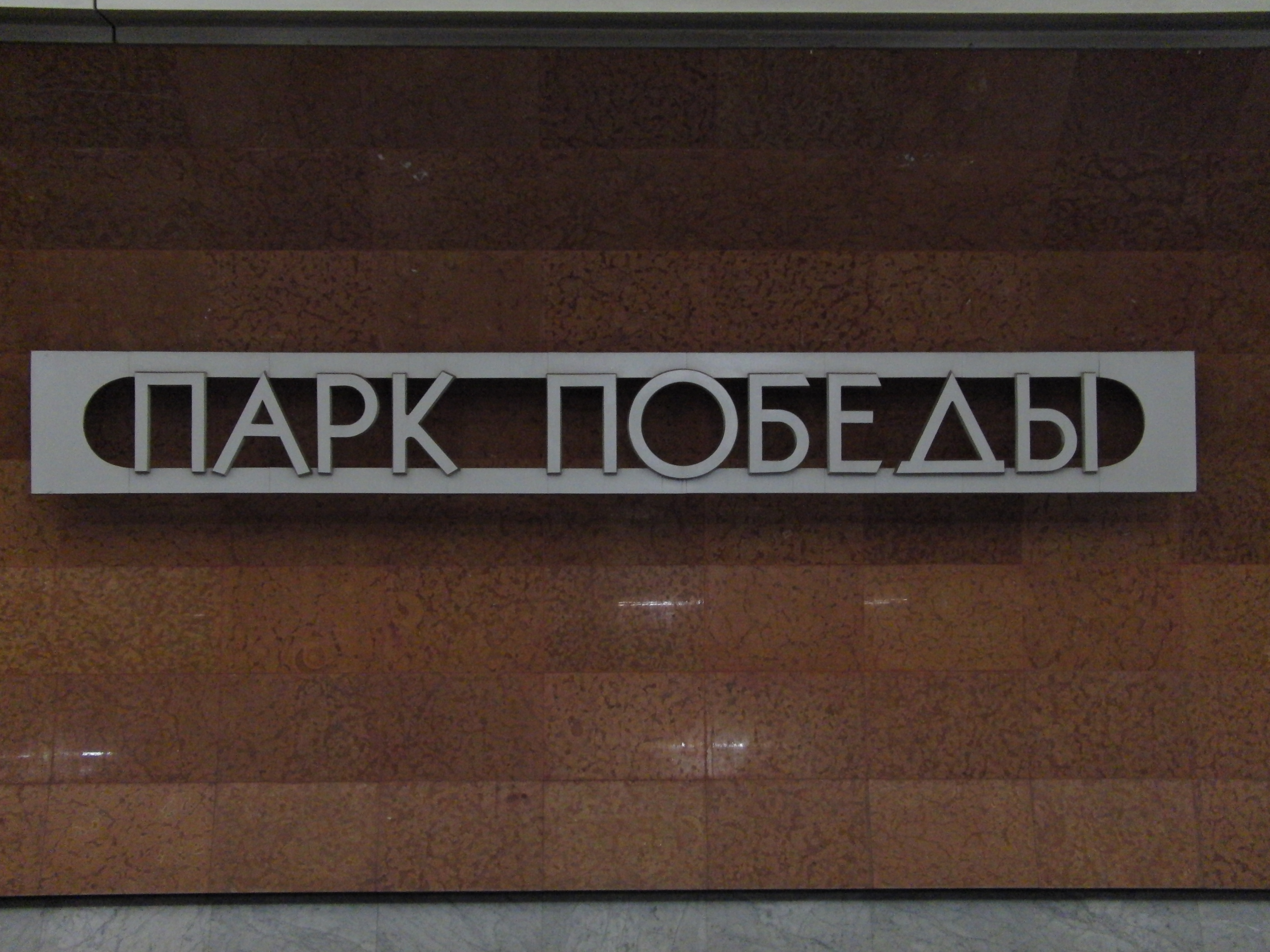
Naambord van het station op de tunnelwand
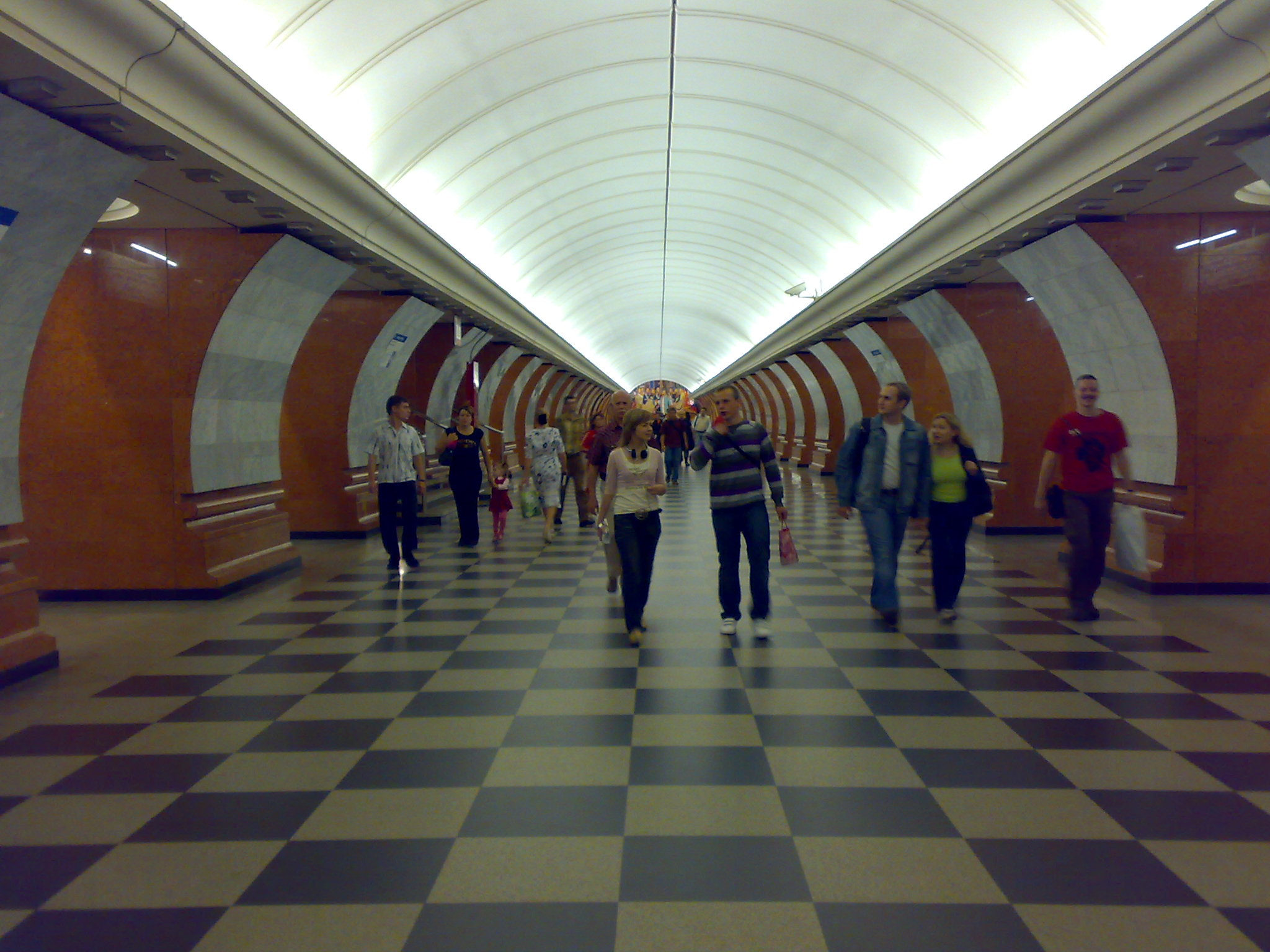
De zuidelijke perronhal
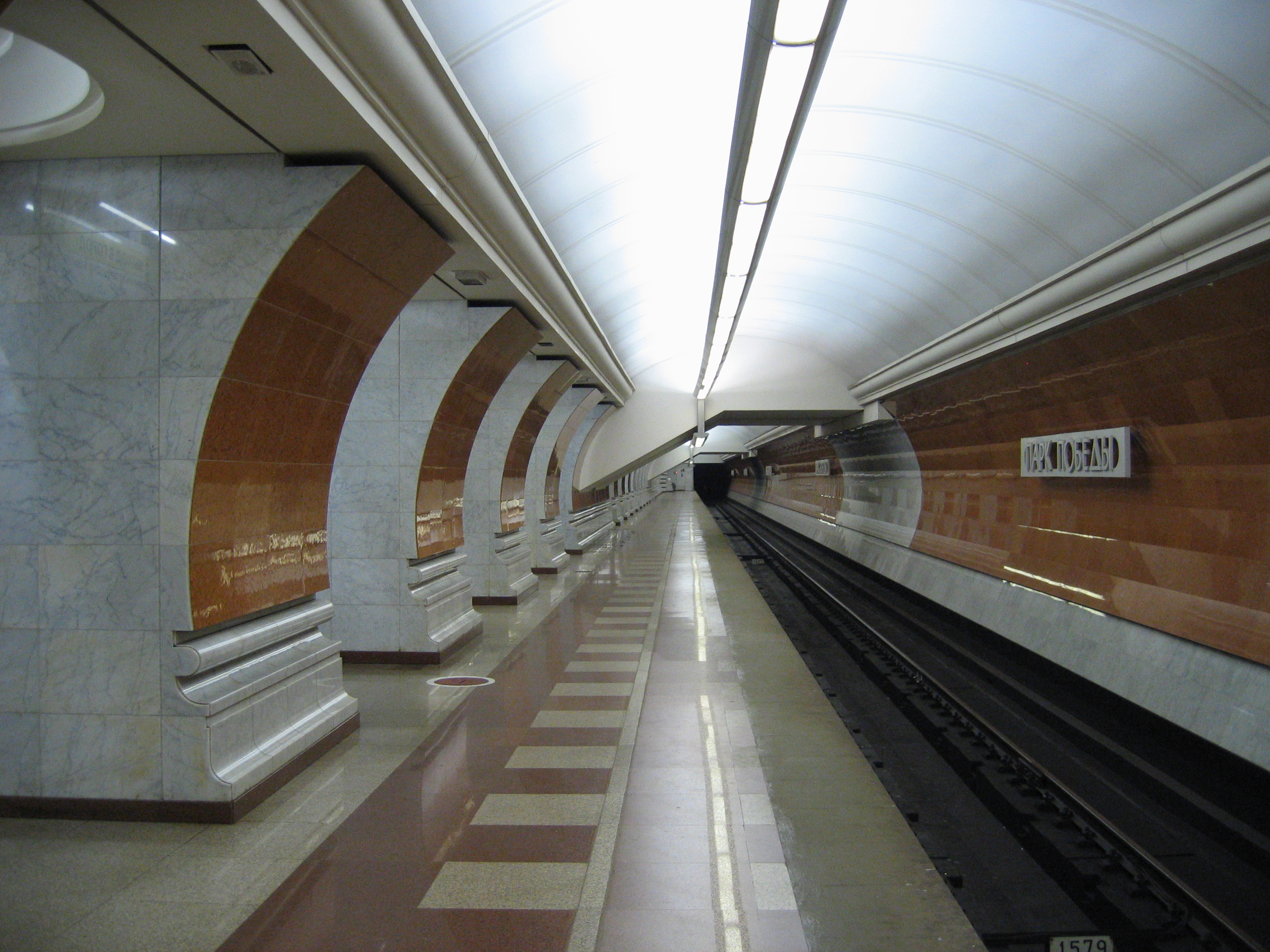
Het noordelijke perron van de  Arbatsko-Pokrovskaja Lijn
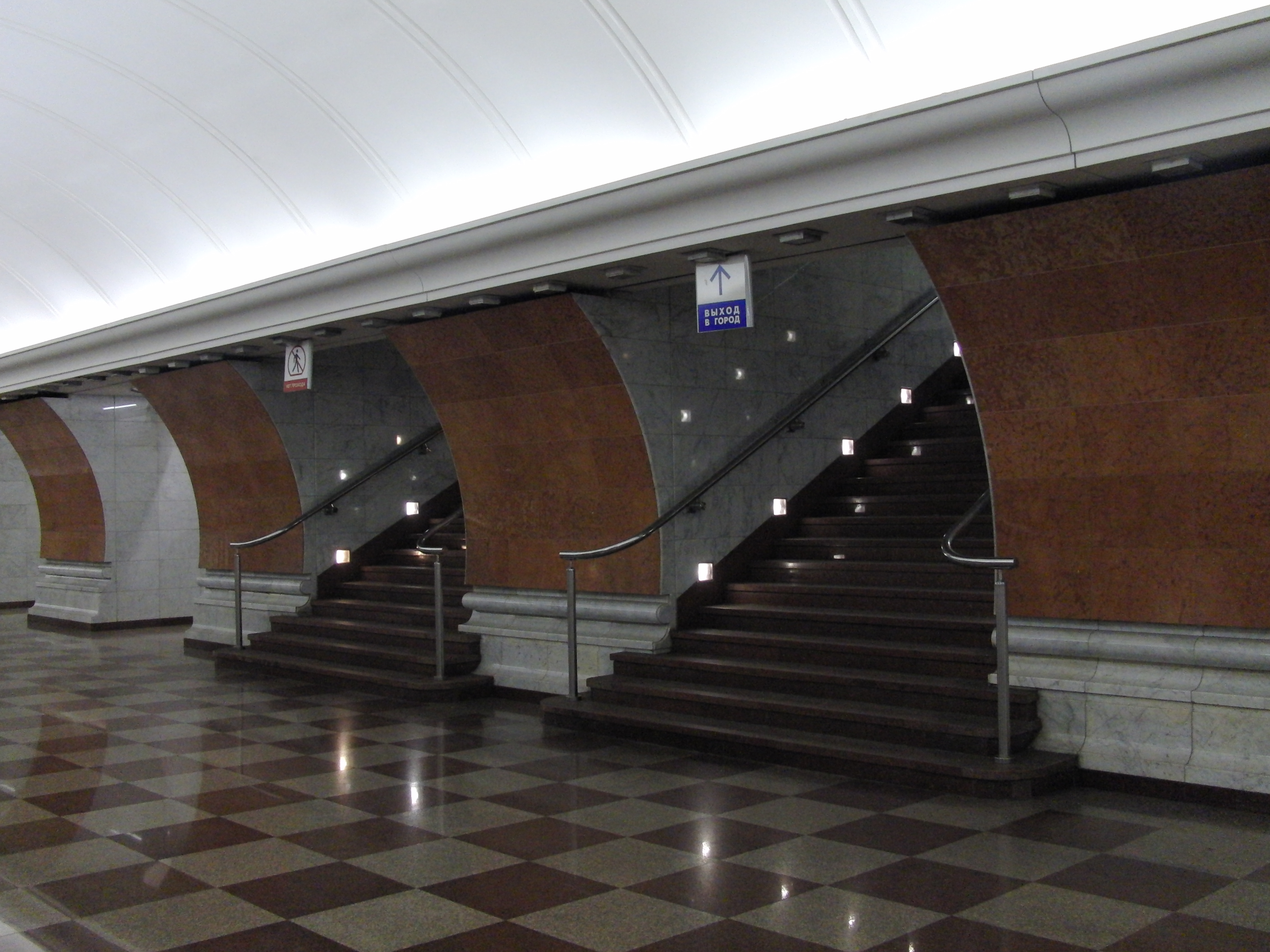
De verbindingstrappen tussen de twee perronhallen
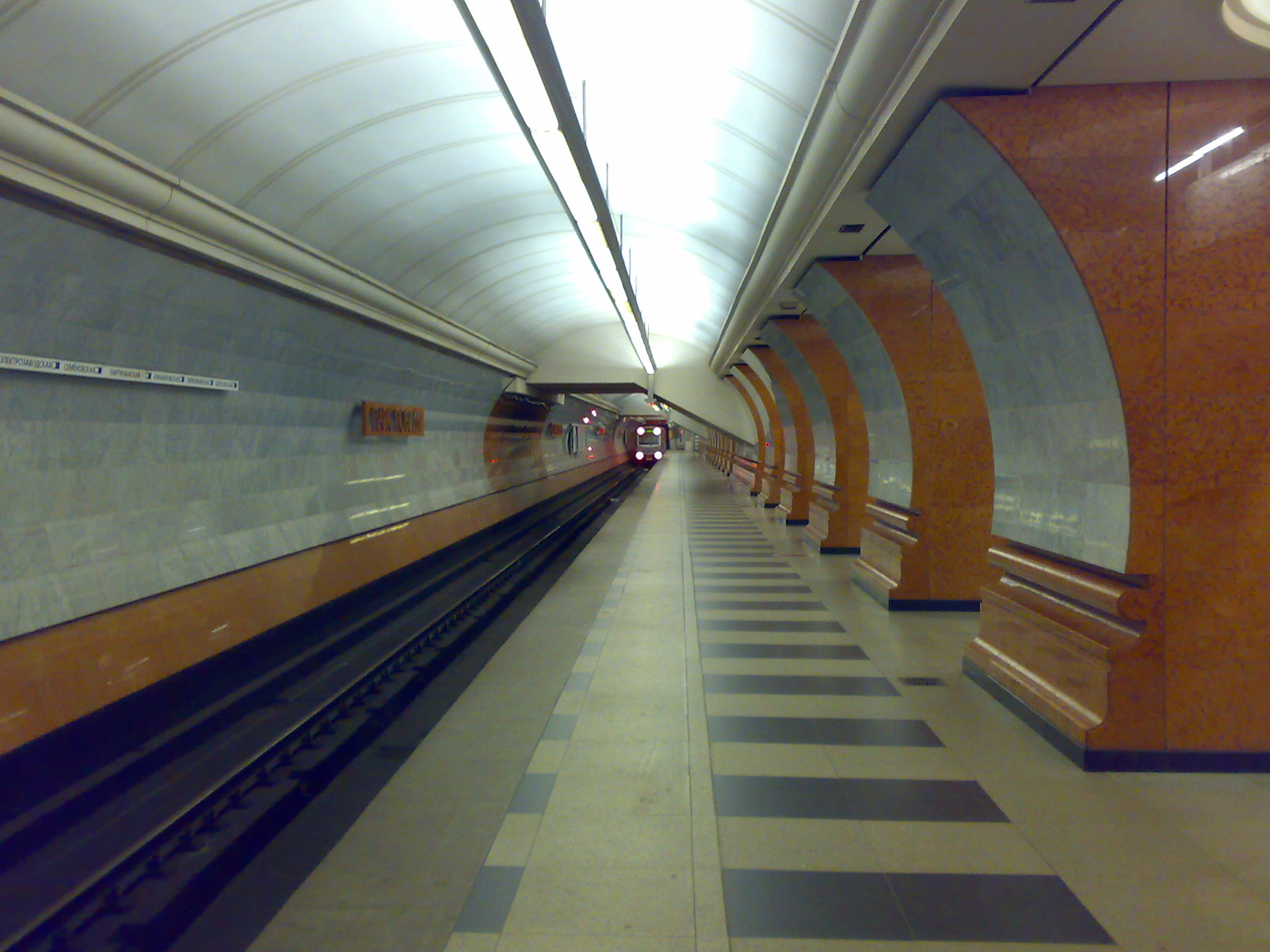
Het zuidelijke perron van de  Arbatsko-Pokrovskaja Lijn

## Diepte
Park Pobedy is het op drie na diepste metrostation na de halte Arsenaal van de Kievse metro en de halte Admiraliteit van de metro in Sint-Petersburg, alle drie in landen van de voormalige Sovjet-Unie, al kan de metro van Pyongyang mogelijk nog dieper liggen. Volgens de voorlichtingspagina van de Moskouse metro ligt het station op 84 meter diepte. De optelling van andere gegevens bevestigt dit echter niet. Volgens de dienst roltrappen van de metro is het hoogteverschil tussen perron en verdeelhal 63,4 meter en die tussen de verdeelhal en de kaartverkoop 3,6 meter wat 67 meter oplevert. De spoorbak is 1,1 meter diep, terwijl de ondergrondse voetgangerstunnels 4,94 meter onder het maaiveld liggen zodat het totaal op ongeveer 73 meter uit komt. Dit wordt bevestigd door de site van de Moskouse dienst stedebouw. Desondanks is het station, tot de voltooiing van Sjeremetjevskaja, het diepste van de Moskouse metro.   